# Sojuz MS
Sojuz MS – najnowsza generacja rosyjskich (dawniej radzieckich) statków załogowych Sojuz, która weszła do eksploatacji w 2016 roku. Ma być ostatnią wersją eksploatowanej od 1967 roku konstrukcji.
Główne zmiany w stosunku do poprzedniego modelu to m.in.:
- bardziej wydajne panele ogniw fotowoltaicznych,
- nowe systemy kontroli wysokości,
- nowa wersja systemu zbliżania KURS (KURS-NA) i systemu dokowania, ważąca o połowę mniej i zużywająca jedną trzecią energii w porównaniu z dotychczas używanym systemem,
- nowy komputer pokładowy CWM-101, dużo mniejszy i ważący jedną dziesiątą tego, co dotychczasowy Argon-16[1],
- ujednolicone systemy zarządzania i telemetrii (MBITS), pozwalające na przesyłanie telemetrii za pośrednictwem satelitów i sterowanie pojazdem znajdującym się poza zasięgiem naziemnych stacji kontrolnych[1],
- systemy GLONASS/GPS i Cospas-Sarsat pozwalające na dokładniejszą lokalizację pojazdu po lądowaniu.

## Eksploatacja
Pierwszy start kapsuły z nowej serii nastąpił po kilkumiesięcznych opóźnieniach 7 lipca 2016 r. o 1:36 UTC (3:36 czasu warszawskiego). Lot misji Sojuz MS-01 na Międzynarodową Stację Kosmiczną trwał ponad dwa dni z uwagi na testy nowych systemów pojazdu; cumowanie do ISS odbyło się 9 lipca o godz 4:06 (UTC) i standardowo pojazd pozostanie przycumowany do planowanego powrotu załogi.